# イブラヒムおじさんとコーランの花たち
『イブラヒムおじさんとコーランの花たち』（原題：Monsieur Ibrahim et les fleurs du Coran）は、2003年のフランス映画。
ゴールデングローブ賞外国語映画賞ノミネート、セザール賞主演男優賞受賞。

## キャスト
- イブラヒム：オマー・シャリフ
- モモ：ピエール・ブーランジェ
- モモの父親：ジルベール・メルキ
- モモの母親：イザベル・ルノー
- ミリアム：ローラ・ナイマルク
- スター（女優）：イザベル・アジャーニ

### 吹き替え
- イブラヒム：秋元羊介
- モモ：彩木香里
- モモの父親：室園丈裕
- モモの母親：細野雅世
- その他の声の吹き替え：林香織／光野貴子／夜光輝美／日下ちひろ／清水大輔／大江美里／兒玉彩伽／藤原泰浩／小野塚貴志／岡田貴之

## 受賞とノミネート
- セザール賞：最優秀男優賞（オマー・シャリフ）
- ヴェネツィア国際映画祭特別功労賞・観客賞
- ナショナル・ボード・オブ・レビュー　トップ5外国語映画賞
- ゴールデン・サテライト賞外国語映画賞・助演男優賞（ノミネート）
- シカゴ国際映画祭主演男優賞